# بيرث أوف فاير 2
بيرث أوف فاير 2 (بالإنجليزية: Breath of Fire II)‏ ، هي لعبة فيديو إلكترونية من نوع تقمص الأدوار ، أنتجت سنة 1994 ونشرها شركة كابكوم اليابانية ، وهي الجزء الثاني من سلسلة بيرث أوف فاير.

## وصلات خارجية
- بيرث أوف فاير 2 على موقع IMDb (الإنجليزية)
- بيرث أوف فاير 2 على موقع IMDb (الإنجليزية)

- Official Game Boy Advance version website (باليابانية)
- Official Virtual Console version website (باليابانية)
- Breath of Fire II screenshots and reviews